# Kikimora

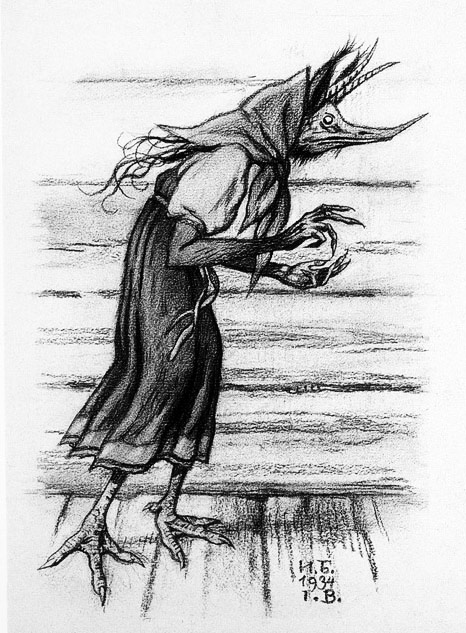
1934 Illustration von Iwan Bilibin

Die Kikimora (russ. кикимора, шишимора: „Kikímora, Schischímora“); मार ist das nach der Christianisierung der Slawen und Ugrier zu einem Poltergeist umgewidmete Bild einer alten heidnischen Gottheit. Sie kommt sowohl im ost- als auch im westslawischen Pantheon – bei Ukrainern, Polen, Tschechen, Russen und Ugriern – vor und hat Analoga auch bei den Südslawen.
Als Ursprung der Kikimora gilt einigen russischen Autoren zufolge die weibliche, ostslawische Gottheit Mokosch (russ. Макошь, Мокошь), eine ursprünglich wohl chthonische Gottheit (Erdgottheit) mit deutlichen Parallelen zu anderen Göttinnen des indoeuropäischen Pantheons. Andererseits vereint die Kikimora in sich Züge, die eine eigenständige Herkunft ebenfalls als möglich erscheinen lassen. Im englischsprachigen Internet findet man ebenfalls Beschreibungen einer Kikimora, wobei allerdings wegen fehlender Quellenangaben nicht immer klar ist, ob diese auf originär angelsächsische mythologische Vorstellungen zurückgehen oder – was wahrscheinlicher ist – aus dem slawischen Sprachraum übernommen wurden.
Der Kikimora, die bei den Slawen als alte, seltsam gekleidete, meist unsichtbare Frau in Erscheinung tritt, wird unter anderem nachgesagt, dass sie Fäden spinnt, wobei sie den häuslichen Spinnrocken zerzaust und durcheinanderbringt, und dass sie poltert und dabei versucht, die Einwohner eines Hauses mit Geräuschen in den Wahnsinn zu treiben, bis diese das Haus verlassen. Demjenigen, der sie sieht, bringt sie Unglück – nicht selten endet ein solcher Vorfall mit dem Tod eines Hausbewohners. Sie stiehlt aber auch das Hausgeflügel oder hindert es am Eierlegen. Der Volksglaube besagt dazu, dass man, um den bösen Einfluss abzuwehren, den abgeschlagenen Hals eines Kruges oder aber einen Stein mit einem natürlichen Loch über den Nestern oder vor den Ställen aufhängen soll. Dies fand auch Aufnahme in das im 19. Jahrhundert entstandene Wörterbuch der großrussischen Sprache von Wladimir Dal. Daraus erklärt sich der Begriff Hühnergott.
Gelegentlich wurden Kikimora und Mara (s. u.) miteinander identifiziert. Umgekehrt hat die Kikimora bei den Russen mitunter auch eine Deutung als Frau des Hauskobolds, des Domowoi, erfahren. Nicht nur in Häusern, sondern auch in Sümpfen sollen Kikimoras vorgekommen sein, denen in manchen Überlieferungen werwolfähnliche Eigenschaften nachgesagt wurden. Das Wort Kuriny bog (russ. куриный бог; Hühnergott) wiederum bezeichnet seinerseits im slawischen Sprachraum nicht nur Lochsteine, sondern auch andere als Talisman gegen die Kikimora gebrauchte Gegenstände – etwa Gefäße mit ausgeschlagenem Boden oder alte Sachen, zum Beispiel abgetragene Bastschuhe, die genauso wie Lochsteine verwendet wurden.
Spekulativ muss vorerst die Frage bleiben, ob der zweite Namensbestandteil des Hausgeistes Kikimora, wie es bereits D. Zelenin vermutete und von modernen russischen Autoren als sehr wahrscheinlich angesehen wird, etymologisch an die gleiche Wurzel zu knüpfen ist, die man beim deutschen Mahr bzw. Nachtmar (Nachtmahr), dem englischen Nightmare oder beim französischen Cauchemar(e) (alles im Sinne von Albtraum) findet. Auch einige deutsche Internetquellen behaupten, die Bezeichnung Mahr (wie auch beispielsweise Thrud, Toggeli, Schrat und Walrider) sei ein Synonym für Alb (Alp). Die ursprüngliche Bezeichnung der drei griechischen Schicksalsgöttinnen – Moiren (Sing. Moira), die den römischen Parzen und den wesensverwandten germanischen Nornen entsprechen – scheint in diese Richtung zu weisen, ähnlich wie die ebenfalls in vielen indoeuropäischen Sprachen anzutreffende Wurzel *mor- für Finsternis, Düsternis oder Tod. Auch im albanischen Pantheon kommen vergleichbare Figuren vor, die sogenannten Mira. All dies spricht dafür, dass die Vorstellungen von der Kikimora und von als Talisman gebrauchten Lochsteinen ein hohes Alter besitzen und sich vermutlich bereits mit den religiösen Vorstellungen der alten Indoeuropäer herausgebildet haben. So soll es in der alten griechischen Mythologie ursprünglich nur eine Moira gegeben haben, deren Attribute (etwa das Spinnen, Bemessen und Abschneiden von Lebens- oder Schicksalsfäden, was dann den Moiren Klotho, Lachesis und Atropos zugeschrieben wurde) Parallelen zu denen der Kikimora aufweisen. Dazu passt, dass es beispielsweise in der ost- und südslawischen Mythologie ursprünglich todbringende Frauenfiguren mit der Bezeichnung Mora, Mara (russ. мара), Morena und andere gegeben hat, die mit schicksalhaften Begegnungen verknüpft werden. Auch die der keltischen Mythologie entstammende Figur von Morgan le Fay, die als Heilerin, aber auch als Bewohnerin der Anderswelt später in den Kreis der Sagen um König Arthur einging, scheint mit diesen Vorstellungen in Verbindung zu stehen (vgl. Literatur, aber auch die unter Mara aufgeführten Verweise auf mythologische Figuren bzw. Gottheiten anderer Völker).
Der russische Komponist Anatoli Ljadow (1855–1914) porträtierte Kikimora 1905 in seiner gleichnamigen symphonischen Dichtung, op 63. Auch in die russische Literatur hat die Figur der Kikimora verschiedentlich Eingang gefunden, so etwa in die gleichnamigen Erzählungen von Albert Lichanow, Ludmila Milewskaja oder Orest Somow. In der Witcher-Videospielreihe und in der Serie The Witcher kommt die Kikimora als insektenähnliches Monster vor.

## Belege
1. ↑  Wladimir Dal: Кикимора. In: Толковый словарь живого великорусского языка. 1881. (russisch)
2. ↑  Building the Kikimora Battle with Vladimir Furdik | The Witcher | Netflix. Abgerufen am 1. September 2023 (deutsch).